# Shotokan
Shotokan (松涛館) ou xotocã é um dos estilos de caratê que surgiu dos ensinamentos ministrados pelo sensei Gichin Funakoshi e por seu filho, Yoshitaka Funakoshi[a]. O repertório técnico do estilo foi baseado no do Shorin-ryu, mas, devido aos estudos empreendido pelo filho do mestre e sua influência, várias técnicas foram incorporadas e/ou modificadas, de modo a refletir o escopo almejado, que era o de valorizar mais o lado desportivo e físico como forma de promover o desenvolvimento pessoal.

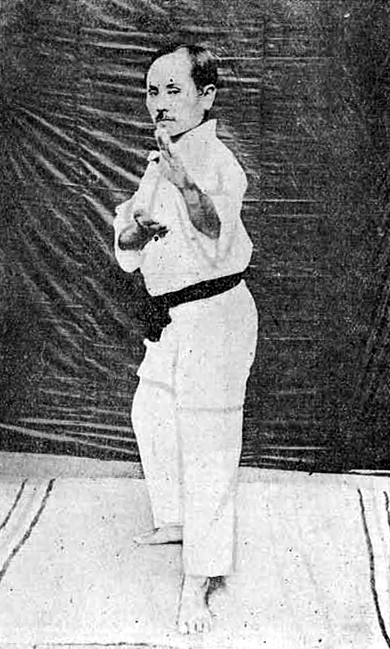
Gichin Funakoshi

Sensei Funakoshi em princípio não denominou o que ele ensinava de um estilo próprio, mas, antes de tudo, afirmava que ensinava caratê. Por outro lado, é certo que ele ensinava a arte marcial de acordo com sua visão e entendimento particulares sobre a mesma, mas isso seria explicado — também segundo o próprio mestre comentava — como uma consequência natural, pois vários professores ensinariam uma mesma disciplina de modos diferentes. Entretanto, alguns de seus alunos, como forma de o homenagear, manufaturaram uma placa com a inscrição Shotokan, eis que Shoto era a alcunha que o mestre assinava suas obras, pelo que o dojô passou a ser conhecido como "casa de Shoto".
A despeito de outros mestres tentarem antes e contemporaneamente, foi o estilo de mestre Funakoshi que logrou êxito em vencer as barreiras culturais opostas a Okinawa e difundir o caratê pelo resto do Japão, modificando nomes de técnicas e adaptando outras.
O Shotokan foi totalmente baseado no estilo Shorin-ryu,tanto que o criador era praticante desse estilo.O Shotokan foi criado para a correção de alguns detalhes e ocultar a influência chinesa por conta da rivalidade entre o Japão e a China, para ser bem recebido pela divulgação em Tóquio em 1921.

## História

### Formação
Em Okinawa, o pequeno Gichin Funakoshi, por volta de 1880, no fim da infância e começo da adolescência, começou a praticar o caratê sob os auspícios do mestre Anko Asato — experto nos estilos shuri-te, de caratê, e Jigen-ryu, de kenjutsu — que era amigo de seu pai e tinha sido discípulo do grande mestre Bushi Matsumura.
O jovem Funakoshi, além de outros interesses muito caros, tinha especial apreço pelas artes marciais, sempre buscando novos ensinamentos. Assim, não depois de enveredar pelo caratê, passa a treinar com mestre Anko Itosu, com quem aprende as principais técnicas. Por outro lado, o aprendizado se deu com outros mestres de renome, com os quais, além de obter novos conhecimentos, também foi influente, como Kenwa Mabuni, Kanryo Higaonna, Chojun Miyagi.
O mestre Itosu empreendera sérios esforços para popularizar a arte marcial, não sendo muito bem-sucedido, porém talvez o mais significativo seja a mudança de nome da arte marcial desarmada de Okinawa, de tode (mão chinesa) para karate (mão vazia), o que significou naquela época, fim do século XIX, uma enorme mudança de paradigma e o rompimento de uma barreira cultural. Funakoshi fez parte dos movimentos e despendeu novos esforços, no sentido de popularizar o caratê não só em sua terra natal mas em todo o Japão. Calhou de, em 6 de março de 1921, o príncipe herdeiro Hirohito assistir a uma demonstração encabeçada por Gichin Funakoshi, no castelo de Shuri, ajudado por seus discípulos e pelo mestre Miyagi.
Depois, em 1922, surgiu o convite do mestre Jigoro Kano — criador do judô — para que fosse feita uma demonstração pública do caratê no instituto Kodokan. Como causou muito boa impressão, Gichin Funakoshi permaneceu em Tóquio por mais algum tempo, a ministrar aulas.
Por volta de 1935, tem início um movimento de alguns discípulos de Gichin Funakoshi, para ter um lugar próprio de treino de caratê e, em 1936, esse esforço dá resultados e é finalmente construído um dojô (道場, sítio de treino) em sua homenagem e o chamaram de Shotokan, ou "casa de Shoto", colocando uma placa com tal inscrição nos umbrais da entrada. Shoto era o pseudônimo com que Funakoshi assinava seus textos. Infelizmente, o prédio original foi destruído durante um bombardeio durante a II Guerra Mundial.
Gichin Funakoshi não acreditava na diversificação de estilos, e sim que todo o caratê deveria ser um só, mesmo com as diferenças naturais de ensino que variam entre os professores, posto que seu estilo ainda fosse tradicional e intimamente conectado ao estilo Shorin-ryu, com bases altas e golpes duros, tendo como base a filosofia do Budo, em cujo conteúdo há a consciência da busca constante pelo aperfeiçoamento pessoal, sempre contribuindo para a harmonização do meio onde se está inserido, por intermédio de muita dedicação ao trabalho, treinamento rigoroso e vida disciplinada. O praticante do caratê tradicional caminha em direção dessas metas, formando seu caráter, aprimorando sua personalidade.
Noutra mão, o estilo Shotokan era uma escola aberta a novos conceitos, desde que se mostrassem eficientes no escopo do mesmo, que era o aprimoramento moral e físico. Neste sentido, o desenvolvimento do estilo foi mui influenciado pelo sensei Yoshitaka Funakoshi, filho do mestre, o qual dava o exemplo de afinco ao treinamento e carreou elementos de outras artes marciais japonesas, como os chutes laterais e o emprego de bases bem mais baixas do que aquelas exercitadas nas escolas derivadas dos estilo Shuri-te e Shorin-ryu. Tanto é assim que se pode identificar dois momentos distintos na evolução do Shotokan: a formação, feita por Gichin Funakoshi, e o amadurecimento, encabeçado por Gigo Funakoshi.
A meta imaginada quando do estabelecimento do dojo de Shoto era fazer da arte marcial um contributo para a formação integral do ser humano, não podendo, portanto, ser confundido com uma prática puramente esportiva. "Tradição é um conjunto de valores sociais que passam de geração à geração, de pai para filho, de mestre para discípulo, e que está relacionado diretamente com o crescimento, maturidade, com o indivíduo universal."
A famosa expressão do mestre Gichin Funakoshi - Karate ni sente nashi (空手に先手なし, No caratê não existe atitude ofensiva) - define claramente o propósito antiviolência.
| “ | Se o adversário é inferior a ti, então por que brigar? Se o adversário é superior a ti, então por que brigar? Se o adversário é igual a ti, compreenderá o que tu compreendes... então, não haverá luta. Honra não é orgulho, é consciência real do que se possui. | ” |

O verdadeiro valor do caratê não está em sobrepujar os outros pela força física. Nesta arte marcial não existe agressão, mas sim nobreza de espírito, domínio da agressividade, modéstia e perseverança. E, quando for necessário, fazer a coragem de enfrentar milhões de adversários vibrar no seu interior. É o espírito dos samurais.

### Cisão
Quando se mudou para Tóquio, mestre Funakoshi admitiu como aluno o já experiente lutador de jiu-jitsu Hironori Otsuka, que ficou impressionado com as proezas que os caratecas faziam em suas demonstrações.
Eventualmente, Otsuka tornou-se instrutor de caratê shotokan, mas, em 1930, as divergências sobre a condução da arte tornaram-se mais acentuadas, pelo que os mestres chegaram ao consenso de seguirem caminhos diferentes. Dessa primeira cisão nasceu o estilo Wado-ryu, que incorpora técnicas de jiu-jitsu e gotende ao repertório do caratê, dando mais ênfase à pratica de kumite.
Após a morte de Gichin Funakoshi, outras dissensões tornaram-se evidentes. Alguns defendiam a participação em torneios e disputas e outros mantinham-se arraigados à proposição inicial de proibir quaisquer tipo de embate, devendo a arte ser desenvolvida principalmente por meio do treinamento reiterado de kata. Apartada, veio a lume a linhagem Shotokai.
A linhagem Shotokan foi assumida por Masatoshi Nakayama, e permaneceu única (isto é, sob a direção da JKA) até 1977, quando o mestre Hirokazu Kanazawa formou outra dissensão. Nesta última, ao longo do tempo pequenas diferenças foram-se acumulando, principalmente quanto à execução de katas. E, no início do século XXI, outros katas passaram ser treinados, o que acentua ainda mais o distanciamento.
Há ainda a linhagem Asai-ha, do mestre Tetsuhiko Asai, na qual pretende-se fazer resgate de alguns conceitos do caratê tradicional e, bem assim, foram criados e adaptados outros kata.

## Características
O estilo Shotokan caracteriza-se por bases fortes e golpes no corpo inteiro. Os giros sobre o calcanhar em posição baixa dão fluidez ao deslocamento e todo movimento começa com uma defesa. Este é um estilo em que as posições têm o centro de gravidade muito baixo, e em que técnicas como um "simples" soco direto são difíceis de se dominar, porém quando a técnica é dominada, o seu poder é impressionante.
Alguns tendem a classificá-lo como uma evolução do estilo shuri-te ou shorin-ryu. Entretanto, há divergências porque as bases do shotokan são precipuamente baixas, enquanto que em shuri-te são altas. Ademais, há golpes como mae geri e ushiro geri, que não são comuns nos estilos shorin, mas estão presentes no estilo de Funakoshi.
Neste estilo, os movimentos defensivos também são movimentos ofensivos. A título de exemplo, se um adversário lhe desfere um soco, seu movimento deve buscar ferir o braço ou mão dele com as partes duras do seu próprio braço: isso não só redireciona o golpe adversário como também o debilita.

### Ética
O caratê moderno, ou kara-te-do, pretende ser muito mais do que uma disciplina de combate, mas, antes de tudo, o fito é proporcionar ao praticante um meio de evolução pessoal completa. Nesta cércea, os rituais, concebidos para serem praticados em todos os locais de treinamento, propõem uma série de atitudes e gestos que facilitam as relações entre eles deixando claro o desejo comum de obedecer a uma ordem válida para toda a comunidade e para cada um. A intenção do praticante é sempre a de estimular o progresso coletivo na arte sem perder, contudo, o desenvolvimento individual.
A prática do caratê está repleta de exercícios fortes e combativos, porém não se pode perder de vista o espírito de conciliação, buscando a vitória pela harmonia, pela paz, e olvidando as atitudes egoístas, pelo que tenta fazer incutir a ideia de que o grupo faz parte do indivíduo: um carateca deve treinar com seu companheiro com todo respeito e consideração, pois o considera como parte de si mesmo e sem o qual não há treinamento.
É, pois, de fundamental importância tratar o companheiro com cortesia e agradecimento, haja vista o colega proporcionar um aprendizado mais achegado à realidade. Deve-se ainda ao instrutor respeito e agradecimento pela transmissão dos conhecimentos e pela dedicação e esforço em ensinar segredos que foram por muitos séculos restritos a uma minoria privilegiada.
Tem-se como máxima que respeitar é se fazer respeitar. Conciliar e nunca confrontar é o princípio básico. Esquecer-se da palavra "eu" e substituí-la pela palavra "nós" é a essência do ensinamento. Outro ponto fundamental é que se treina caratê para a vida. Portanto, fica claro ao praticante e ao grupo que o fundamental não é vencer, não é derrubar, não é ser o mais forte, mas descobrir o potencial individual, o centro das ações e se, ele não for o centro, colocar-se em uma de suas órbitas, de acordo com suas reais condições.

#### Cumprimento
Uma demonstração tradicional de cortesia é o cumprimento, isto tanto é verdade que ele é realizado no início e no final da aula de frente para o Shomeni (forma de agradecimento àqueles que  desenvolveram a arte). Ao cumprimentar, deve-se olhar para o adversário. O cumprimento pode ser feito de duas maneiras distintas:
- Ritsurei (立礼), cumprimento em pé, em posição natural ou shizentai;
- Zarei (座礼), cumprimento em posição de seiza.

O cumprimento deve acontecer nas situações a seguir:
1. Quando se entra ou sai do dojô;
2. Quando o professor entra ou sai do dojô;
3. No início e final de um combate;
4. No início e final da aula;
5. No início e final de um kata;
6. No início e final de um exercício com um companheiro.

A maneira correta de se cumprimentar é, partindo-se da posição natural, curvar o corpo apenas em 30 cm e segurá-la por meio segundo e retornar a posição ereta. O zarei é realizado a partir da posição seiza, inclinando-se o corpo e as mãos descem suavemente das coxas para o chão, formando um triângulo onde a fronte tocará.

#### Niju kun
O Niju Kun é a síntese do pensamento de Funakoshi sobre como deve ser o espírito do praticante de caratê. São vinte preceitos cujo propósito é dar subsídios acerca da prática cotidiana da modalidade, servindo também como um guia para o autoconhecimento.

### Kihon
Sendo um descendente do shorin-ryu, o estilo adaptou o sistema de kihon criado por Anko Itosu, pelo qual se ensinam as técnicas básicas, os fundamentos técnicos antes de treinar kata ou kumite. Mestre Funakoshi dava ênfase no treinos com kata, mas reconhecia que o praticante devia executar antes os movimentos básicos, para facilitar o aprendizado profundo do caratê, compilados num chute, soco ou projeção.

### Kata
Logo no início de suas atividades como instrutor de caratê, quando procurava de vários modos divulgar sua arte marcial, o mestre Funakoshi manteve contacto com outros expertos, notadamente o mestre Kenwa Mabuni, por quem a série Heian (à época Pinan) foi introduzida na escola. No princípio, no estilo Shotokan ensinava-se um currículo de quinze katas: Heian shodan, Heian nidan, Heian sandan, Heian  yondan, Heian godan, Tekki shodan, Tekii nidan, Tekki sandan, Bassai dai, Kanku dai, Enpi, Gankaku, Jitte, Jion, Hangetsu. Por fim, depois das medidas adoptadas por Yoshitaka Funakoshi, o qual criou a série Taikyoku (com três kata)[b], o estilo passou contar trinta kata.
A entidade SKIF, do mestre Kanazawa, entre os períodos final do século XX e inicial do século XXI incorporou outros katas, a saber, Nijuhachiho, Gankaku sho, Seipai e Seienchin. Da mesma forma, o mestre Asai, sem romper com a herança do mestre Funakoshi nem chamar sua escola de estilo diverso, incorporou a prática de outros katas.
1. Ten no kata
2. Taikyoku shodan
3. Taikyoku nidan
4. Taikyoku sandan
5. Heian shodan
6. Heian nidan
7. Heian sandan
8. Heian yondan
9. Heian godan
10. Tekki shodan
11. Tekki nidan
12. Tekki sandan
13. Bassai dai
14. Jion
15. Enpi
16. Jitte
17. Hangetsu
18. Kanku dai
19. Gankaku
20. Nijushiho
21. Jiin
22. Bassai sho
23. Kanku sho
24. Chinte
25. Wankan
26. Sochin
27. Meikyo
28. Gojushiho sho
29. Gojushiho dai
30. Unsu

### Kumite
Originalmente, o treino com lutas não fazia parte do aprendizado do caratê, pois os mestres tradicionais sempre consideram os golpes como potencialmente letais. Contudo, com advento do caratê moderno, o kumite foi de forma paulatina sendo incorporado aos treinamentos, como meio de dar aplicação prática das técnicas estudadas diante de um adversário real. Seu objetivo é demonstrar a efetividade tanto das técnicas de ataque como de defesa.
Os pontos importantes a se observar no trabalho do Kumite são: distância, velocidade, reação, antecipação, controle e correta aplicação de ataque e defesa. Os quais permitem desenvolver a tática e a estratégia.

### Graduação
As graduações acima são utilizadas no Brasil. Porém, em Portugal e em vários países da Europa, a graduação no caratê Shotokan é diferente, sendo esta a sua ordem:
- 8ºKyu - Branco;
- 7ºKyu - Amarela;
- 6ºKyu - Vermelha;
- 5ºKyu - Laranja;
- 4ºKyu - Verde;
- 3ºKyu - Roxa;
- 2ºKyu - Marrom;
- 1ºDan a 10ºDan - Preto.

Estas diferenças causam algumas duvidas entre atletas de diferentes países. O motivo pelo qual em competições a nível internacional não há desentendimentos deve-se ao facto de apenas existir dois cintos em combate: o vermelho e o azul. Deste modo, nenhum dos combatentes sabe qual é a graduação do seu oponente.
Além dos diferentes sistemas de graduação, existem ainda cintos de duas cores. Estes são atribuídos aos atletas que são considerados demasiado novos para obter a graduação seguinte por não possuírem ainda as capacidades físicas de um corpo adulto. Estes cintos também podem ser atribuídos quando os examinadores não conseguem decidir se o examinando possui ou não as capacidades de progredir à próxima graduação.
Em algumas escolas de Shotokan no Japão, como o sistema de graduação foi adotado do Judo, é possível de ver o mesmo sistema de graduação utilizado no Judo.
Lyoto Machida e Jean Claude van Damme são exemplos de praticantes de Shotokan.

## Competições
A busca de vitórias em competições não é o principal objetivo do caratê tradicional. As competições são um meio que permitem ao praticante fazer uma autoavaliação técnica e emocional. Vencer ou perder numa competição não é o mais importante, o relevante é o crescimento como lutador e como pessoa que ela proporciona. A prática nunca foi bem vista pelos mestres, chegando a ser peremptoriamente desestimulada por Mestre Funakoshi.
A despeito de severas reticências, a competição foi paulatinamente se fixando na seara do caratê. Ainda assim, o cerne exigido dos lutadores é a eficiência na execução dos movimentos, ou seja, a dinâmica corporal utilizada para se aplicar os golpes, e não tão somente a velocidade ou o contato. Não basta acertar o alvo, é preciso fazê-lo da forma correta, baseado nos fundamentos técnicos. Isso exige um grande domínio físico e mental, e também estimula a busca pelo aperfeiçoamento pessoal e pelo refinamento da técnica. "Perder-se na beleza dos movimentos ou apenas buscar pontos numa luta não levam à perfeição!"
Numa competição de caratê tradicional não há divisão de pesos. O lutador cujo físico é pequeno poderá vencer o grande, se estiver bem preparado. Ele deverá estar disposto a enfrentar qualquer adversário, seja qual for o seu tamanho.
As modalidades de competição são:
- Kata individual - Apresentação individual de kata: Durante as fases eliminatórias, dois competidores executam o mesmo kata (que é escolhido pelo árbitro central) lado a lado, e o vencedor é aclamado pelos árbitros através de bandeiras.
- Kata em equipe - Apresentação de kata e respectiva aplicação (bunkai) em equipes de três pessoas: Após a apresentação do kata, a equipe deverá apresentar uma aplicação para as técnicas do kata escolhido. A decisão é sempre tomada por nota.
- Kumite individual - Combate individual.
- Kumite em equipe - Combate em equipes de cinco pessoas: A cada luta são somados os pontos de cada lutador aos pontos de sua equipe. Será vencedora a equipe que obtiver o maior número do pontos ao final da última luta.
- Enbu - Teatro marcial: Apresentação de aplicações de técnicas em duplas. A decisão é tomada por nota dos árbitros.
- Fuku Go - Disputa individual que engloba kata e kumite, alternando a cada rodada: A ITKF instituiu o Kitei como kata oficial das competições de Fuku Go, para permitir as disputa direta (lado a lado) de competidores de estilos diferentes.